# Cantone di Saint-Ouen-l'Aumône
Il Cantone di Saint-Ouen-l'Aumône è una divisione amministrativa dell'arrondissement di Pontoise.
A seguito della riforma complessiva dei cantoni del 2014 è passato da 2 a 12 comuni.

## Composizione
Prima della riforma del 2014 comprendeva i comuni di:
- Méry-sur-Oise
- Saint-Ouen-l'Aumône

Dal 2015 comprende i comuni di:
- Auvers-sur-Oise
- Butry-sur-Oise
- Frépillon
- Frouville
- Hédouville
- Hérouville
- Labbeville
- Mériel
- Méry-sur-Oise
- Nesles-la-Vallée
- Saint-Ouen-l'Aumône
- Valmondois